# Institut für medizinische und pharmazeutische Prüfungsfragen
Das Institut für medizinische und pharmazeutische Prüfungsfragen (IMPP; englisch: Institute for Medical and Pharmaceutical Proficiency Assessment; seit 2016 auch bezeichnet als „German National Institute for state examinations in Medicine, Pharmacy, and Psychotherapy“) ist eine zentrale Einrichtung der deutschen Bundesländer mit Sitz in Mainz. Das Institut wurde 1972 als „Institut für medizinische Prüfungsfragen“ (IMP) gegründet und hat die Rechtsform einer „Rechtsfähigen Anstalt des öffentlichen Rechts“. Rechtsgrundlage ist das Abkommen über die Errichtung und Finanzierung des Instituts für medizinische und pharmazeutische Prüfungsfragen vom 14. Oktober 1970 (Staatsvertrag).

## Aufgaben des Instituts
Die Entwicklung des Instituts für medizinische und pharmazeutische Prüfungsfragen (IMPP) beginnt mit seiner Gründung, zunächst nur mit Zuständigkeit für medizinische Prüfungsfragen, im Jahre 1972 in der BRD. Diese basierte auf der Approbationsordnung für Ärzte von 1970. Seitdem wurden neue Aufgabenbereiche geschaffen, und das Institut wuchs zunächst um die Abteilung(en) Pharmazie (1975), um die Fachgruppe Psychotherapie (1999) und um die Fachgruppe Zahnmedizin (2021). 1974 wurde die erste schriftliche Staatsprüfung in Medizin durchgeführt, 1976 in Pharmazie und 2002 in Psychotherapie. Die erste reguläre schriftliche Staatsprüfung in Zahnmedizin findet 2026 statt. 
Hinter der Gründung des IMPP stand die Absicht, die Prüfungspraxis in den mündlichen Staatsexamina (in Berufen des Gesundheitswesens) zu objektivieren. Seine Aufgabe ist die Erstellung und Auswertung der schriftlichen Teile der Staatsexamina, zunächst nur für die Studiengänge Medizin und Pharmazie. Es sind für die schriftlichen Prüfungen gemeinsam mit den Landesprüfungsämtern (LPÄ) bundeseinheitliche Termine festzulegen, in denen jeweils allen Prüflingen dieselben Prüfungsfragen zu stellen sind.
Zudem erstellt das IMPP die sogenannten Gegenstandskataloge (d. h. die Zusammenstellung der Prüfungsgegenstände, auf die sich die schriftlichen Prüfungen beziehen können), die den von den Studierenden zur Prüfung zu erlernenden Stoffumfang gliedern und beschreiben. Gemäß den Approbationsordnungen (ApprO bzw. AppO) für Ärzte (ÄApprO) bzw. für Apotheker (AAppO) müssen die schriftlichen Prüfungen in Medizin und Pharmazie aus Antwort-Wahl-Aufgaben (Multiple Choice) mit fünf Antwortmöglichkeiten bestehen. Mit der Verabschiedung des Psychotherapeutengesetzes im Jahre 1999 ist das IMPP für die Prüfungen von Psychologischen Psychotherapeuten und Kinder- und Jugendlichen-Psychotherapeuten zuständig, die auch andere Aufgabentypen beinhalten (z. B. Freitext-Aufgaben). Das Aufgabengebiet des IMPP wurde entsprechend der „Approbationsordnung für Zahnärzte und Zahnärztinnen (ZApprO)“ vom 8. Juli 2019 zudem um eine Prüfung im Fach Zahnmedizin erweitert, bei der Prüfungsaufgaben mit und ohne vordefinierte Auswahlmöglichkeiten gestellt werden können. Mit Inkrafttreten der „Approbationsordnung für Psychotherapeutinnen und Psychotherapeuten (PsychThApprO)“ vom März 2020 wurde das IMPP zuständig für die anwendungsorientierte Parcoursprüfung (aoPP) in fünf Kompetenzbereichen (Stationen).
Aufgrund einer Neufassung der Approbationsordnung für Ärzte, ihres Inkrafttretens im Jahr 2002 und des damit verbundenen Wegfalls des (alten) Ersten Abschnittes der Ärztlichen Prüfung hatte das IMPP einen Teil seiner gesetzlich geregelten Aufgaben eingebüßt. Zugleich wurde ihm jedoch die Möglichkeit eröffnet, mit den Ausbildungsstätten bei der Abhaltung der neu eingeführten universitären Leistungsnachweise zu kooperieren. Allerdings musste das am IMPP für die Kooperation mit den entsprechenden Fakultäten entwickelte, einen fakultätsübergreifenden Aufgabenpool beinhaltende, funktionsfähige Verfahren „SpidMed“ (aufgrund von durch den Landesrechnungshof RP und den IMPP-Verwaltungsrat seinerzeit auferlegten Sparmaßnahmen) noch vor einer vollständigen Implementierung wieder eingestellt werden. Der in Folge an der Universität Heidelberg begründete Prüfungsverbund „UCAN“, über den in ähnlicher Weise wie mit SpidMed universitäre Prüfungen organisiert werden können, basiert auf einem analogen Konzept. Auch das von den damaligen Abteilungen Pharmazie und EDV 2007 entwickelte Portal zur elektronischen Einreichung von Prüfungsaufgaben eFES wurde im Jahre 2015 im Hinblick auf eine bevorstehende Kooperation mit UCAN durch die damalige Dienststellenleitung stillgelegt. Das IMPP war von Anfang 2017 bis 2023 Kooperationspartner des Heidelberger Instituts (Institut für Kommunikations- und Prüfungsforschung gGmbH) in Bezug auf die schrittweise Weiterentwicklung des dort bzw. am Kompetenzzentrum Prüfungen der Medizinischen Fakultät Heidelberg für universitäre Prüfungen konzipierten UCAN-Item-Management-Systems IMS (das ab 2016 das vorherige IMPP-Prüfungsverwaltungssystem hatte ersetzen, für die Generierung und Durchführung der bundesweiten Staatsprüfungen hatte am IMPP implementiert und adaptiert werden sollen). Das IMPP war während dieser Zeit Mitglied im UCAN-Prüfungsverbund, entwickelte dann aber wieder ein eigenes, unabhängiges und seinen (im Staatsvertrag und den Approbationsordnungen verankerten) Aufgaben angepasstes Prüfungsverwaltungssystem.
Seit ca. 20 Jahren ist die vollständige Digitalisierung der Prüfungen erklärtes Ziel, insbesondere weil im Fach Medizin seit dem Inkrafttreten der ÄApprO 2002 Fallstudien als Teil des Zweiten Abschnitts der Ärztlichen Prüfung (M2) vorgesehen und Computer-basierte Prüfungen hier von Vorteil sind. Aufgrund der Größe der Kandidatenkollektive stellen aber simultane bundesweite Staatsexamensprüfungen (nicht nur in Bezug auf inhaltliche und technische objektive Einheitlichkeit, sondern auch wegen der besonderen Sicherheitsanforderungen) sowohl bei schriftlichen als auch bei elektronischen Prüfungen eine beachtliche logistische Herausforderung dar.
Neben der Generierung von Prüfungsaufgaben und Zusammenstellung ausgewogener Prüfungen und deren technischer Auswertung gehören die Weiterentwicklung der „Gegenstandskataloge“ und die Koordinierung der bundesweit einheitlichen Prüfungstermine mit den Landesprüfungsämtern laut „Staatsvertrag“ zu den zentralen Aufgaben des IMPP. Und auch wenn Verfahrensoptimierungen und punktuelle Neuorientierungen in der Historie phasenweise eine große Rolle gespielt haben, so ist doch die Sicherstellung inhaltlich fundierter Staatsexamensprüfungen in den akademischen Gesundheitsberufen seit jeher Auftrag und primäre Aufgabe und das Rückgrat der Institution.

## Prüfungsaufgaben und Staatsexamensprüfungen
Wie in Artikel 8 des Staatsvertrags vorgesehen, wird das IMPP bei der Erfüllung seiner Aufgaben von einer Vielzahl von Hochschullehrern unterstützt, die es auf Vorschlag von wissenschaftlichen Fachgesellschaften oder (medizinischen) Fakultäten zu Sachverständigen berufen hat. Die Sachverständigen der jeweiligen fachspezifischen Sachverständigen-Kommissionen reichen Entwürfe für Prüfungsaufgaben ein, die von den Mitarbeitern des IMPP inhaltlich überprüft, ergänzt und optimiert werden. Neu erstellte Prüfungen enthalten neben neuen Aufgaben auch geringe Anteile solcher bereits eingesetzter Fragen, die beispielsweise eine gute „Trennschärfe“ aufweisen und sich als besonders geeignet erwiesen hatten. Zudem überprüfen sachverständige Hochschullehrer vor Einsatz die Prüfungsfragen-Auswahlen für Examina in Bezug auf Ausgewogenheit und Schwierigkeitsgrad: Gemäß Staatsvertrag werden in Kontrollkommissionen „die unter fachlicher Verantwortung des Instituts ausgewählten oder erstellten Prüfungsfragen eines jeden Prüfungstermins ... rechtzeitig vor der jeweiligen Prüfung von Sachverständigen auf Einhaltung der rechtlichen Anforderungen hin kontrolliert“. Die Prüfungen finden an allen Prüfungsorten (bundesweit, siehe Abb. „Netzwerk“) simultan statt. Prüfungskandidaten erhalten zur Prüfung seit jeher je ein Prüfungsheft und einen Antwortbeleg. Die Antwortbelege werden im IMPP zentral ausgewertet. Das IMPP wertet alle Prüfungsergebnisse statistisch aus.
Aufgrund einer „gleitenden“ Bestehensregel bestimmen sich die Bestehensgrenzen anhand der Leistungen der jeweiligen Prüfungskohorte, sodass die Misserfolgsquoten in den schriftlichen Examina nur in engen Grenzen variieren.
Es besteht für das IMPP die Möglichkeit, einzelne Prüfungsaufgaben, die sich als fehlerhaft erwiesen haben, nachträglich aus der Wertung zu nehmen („Eliminierung“), wobei ein so genannter Nachteilsausgleich berücksichtigt wird. Die Entfernung von Aufgaben aus der Wertung erfolgt ausschließlich nach inhaltlichen Gesichtspunkten und orientiert sich nicht an den statistischen Kennwerten der in den Prüfungen eingesetzten Aufgaben.

## Das bundesweite Prüfungsnetzwerk

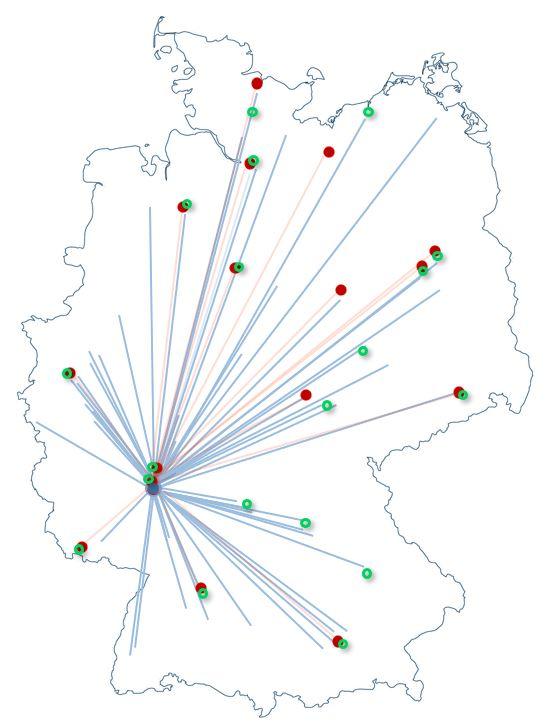
Netzwerk für simultane bundesweite schriftliche (Staats-)Prüfungen in Heilberufen (Medizin, Pharmazie, Psychotherapie): IMPP Mainz (blau), Gesundheitsministerien der Länder (rot), Prüfungsorte (blaugraue Linien) [Daten von 2018]. Lokalisation der zuständigen Landesprüfungsämter (LPÄ, grün): Stuttgart (BW); München (BY); Berlin (BE); Potsdam (BB); Bremen (HB); Hamburg (HH); Wiesbaden (HE); Rostock (MV); Hannover (NI); Düsseldorf (NW); Mainz (RP); Saarbrücken (SL); Dresden (SN); Halle/S. (ST); Neumünster (SH); Weimar (TH). Beitritt von BB, MV, SN, ST, TH ab 1990

Das Prüfungsnetzwerk, dessen Zentrum das IMPP darstellt und das u. a. für die Durchführung der bundesweiten simultanen schriftlichen Staatsexamensprüfungen verantwortlich ist, unterliegt einer ständigen Veränderung und Weiterentwicklung. Das IMPP kooperiert bundesweit mit 17 Landesprüfungsämtern für Heilberufe, es gibt ca. 52 Prüfungsorte für die halbjährlichen Prüfungstermine. Die Anzahl der Prüfungskandidaten und -kandidatinnen („Meldezahlen“) schwankt in einem gewissen Rahmen, u. a. weil Wiederholungsprüfungen hinzukommen. Um einen quantitativen Einblick zu geben, lassen sich exemplarisch Durchschnittszahlen zu den Prüfungen heranziehen (hier aus den Jahren 2016/2017, Prüfungen in den Fächern Medizin, Pharmazie und Psychotherapie): Pro Jahr wurden 40 verschiedene Prüfungshefte erstellt (in einer Gesamtauflage von 90.000 produzierten Heften), in denen in Summe 2320 Prüfungsaufgaben enthalten waren. Nach Prüfungsdurchführung wurden insgesamt ca. 100 000 Antwortbelege ausgewertet, die Anzahl der verarbeiteten Antworten lag im zweistelligen Millionenbereich.
An den Universitäten Heidelberg und Tübingen wurden in den Staatexamensstudiengängen Pharmazie alternative Prüfungsverfahren eingeführt (gemäß § 8 (2) AAppO). Bei dem in Tübingen etablierten alternativen Verfahren setzt sich beispielsweise die Gesamtnote für den Ersten Abschnitt aus den Teilnoten des Grundstudiums zusammen, hinzu kommt eine mündliche „Modulprüfung“, die das Modul Pharmazeutische Chemie im Grundstudium abschließt.

## Institutsstruktur
Die Leitung des Instituts obliegt dem jeweiligen Direktor. Fachliche Arbeiten obliegen den zuständigen Fachbereichen (bis 2007 als „Abteilungen“ bezeichnet), in denen wissenschaftliche Referenten die Detailarbeit leisten und die jeweils von Fachbereichsleitern (z. T. mit Referentenfunktion) geführt werden. Derzeit gibt es am IMPP sechs Fachbereiche, davon vier wissenschaftliche Fachbereiche, die für die Inhalte der Prüfungen und die Weiterentwicklung der Gegenstandskataloge zuständig sind [(1) Medizin, (2) Pharmazie, (3) Psychotherapie und (4) Zahnmedizin], und zwei mit allgemeinen, administrativen, juristischen bzw. die wissenschaftlichen und technisch-logistischen Arbeiten unterstützenden Funktionen [(5) Prüfungswesen und Informationstechnologie und (6) Zentrale Dienste].
Die Organisationseinheiten unterlagen seit Gründung der Institution einer kontinuierlichen Entwicklung und Optimierung. So wurden nach Vorgaben des Landesrechnungshofs RP (RH RP) zur Effizienzsteigerung sowohl für Medizin als auch für Pharmazie die jeweiligen Abteilungen für Ausbildungsforschung geschlossen (ca. 1985) und die damit assoziierten Planstellen gestrichen. Nach der zweiten RH-Prüfung (2007/8) wurden aufgrund der Vorgaben des RH RP aus den Medizin- und Pharmazie-Abteilungen und der Psychotherapie-Fachgruppe die sog. Fachbereiche, die Anzahl der Hierarchieebenen und der Referate sollte in der neuen Aufbauorganisation reduziert sein.
Neben den vier etablierten wissenschaftlichen und den beiden supportiven Fachbereichen findet sich in der Organisationsstruktur nun eine Qualitäts(Q)sicherungsgruppe (GAP-Q, Stabsstelle).

### Organe
Organe des Instituts sind (1) der Verwaltungsrat und (2) der Leiter des Instituts (Direktor). Dem Verwaltungsrat gehört je ein Vertreter der beteiligten Bundesländer an, der von dem für das Gesundheitswesen zuständigen Minister (Senator) bestimmt wird. Je einen weiteren Vertreter benennen die für das Finanzwesen und das Hochschulwesen/Gesundheitswesen zuständigen Minister des Landes Rheinland-Pfalz („Sitzland“). Der Verwaltungsrat gibt sich eine Geschäftsordnung. Die Verwaltungsratsmitglieder wählen aus ihrer Mitte einen Vorsitzenden und dessen Stellvertreter (deren Amtszeit 2 Jahre beträgt). Sie wählen auch den Direktor (2/3-Mehrheit erforderlich), dessen reguläre Amtszeit 6 Jahre beträgt (Beamtenverhältnis auf Zeit). Eine Wiederwahl ist jeweils möglich.

### Leitung

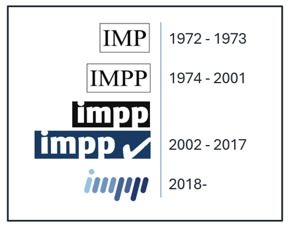
IM(P)P-Logos seit Gründung des Instituts

Leiter bzw. Direktoren des IMPP waren seit seiner Gründung im Jahre 1972 als gewählte hauptamtliche Direktoren:
- Hans-Joachim Kraemer[53][54][55][56][57] (1972–1988; Jurist),
- Walter Thürk[58][59][60] (1988–1994; Jurist),
- Günther Boelcke[56][61][62] (1994–2000; Humanmediziner),
- Jürgen Neuser[63][64][49][65][66] (2001–2013; Humanmediziner, Psychologe),
- Jana Jünger[67][68][69][70][71][72][73] (2016–2021/22; Humanmedizinerin),
- Jan Carl Becker[74][75] (2022–; Humanmediziner).

Jünger wurde 2021 vorläufig suspendiert (ohne Stellungnahme des IMPP).
Gewählte kommissarische Leiter waren bislang Wolfgang Baier (2000–2001, Humanmediziner) und Hilde Spahn-Langguth (2013, Pharmazeutin), und als derzeitige Ständige Vertretung des Direktors (= Fachbereichsleitung Medizin) hatte Birgitta Kütting (Humanmedizinerin) längerfristig (2013–2016, 2021–2022) die IMPP-Leitung inne: Ständiger Vertreter des Direktors war bzw. ist seit 1973 („IMP“) gewohnheitsmäßig der jeweilige Abteilungsdirektor bzw. Fachbereichsleiter Medizin, bei dessen Abwesenheit i. d. R. der dienstälteste Fachbereichsleiter (derzeit der Fachbereichsleiter 'Prüfungswesen und Informationstechnologie').
Der Direktor ist an Weisungen des Verwaltungsrats gebunden, er bestimmt die Außenrepräsentation und -darstellung, regelt Geschäftsverteilung und Geschäftsablauf und vertritt laut Staatsvertrag das Institut gerichtlich und außergerichtlich.  Der Führungsstil sowie arbeitsorganisatorische und kommunikative Freiheitsgrade der Fachbereiche und ihrer Leiter werden durch den jeweiligen Direktor definiert (in der Historie von streng hierarchisch bis im Ansatz lateral-liberal, intern und nach außen liberaler seit den Covid-Restriktionen).

### Finanzierung und Rechtsaufsicht
Das IMPP wird von den Ländern der Bundesrepublik Deutschland gemeinsam finanziert, der jeweilige Anteil wird nach dem Königsteiner Schlüssel berechnet. (Das Haushaltsvolumen hat sich in den vergangenen zehn Jahren in etwa verdoppelt.)
Die Rechtsaufsicht über das IMPP übt das für das Gesundheitswesen zuständige Ministerium des Landes Rheinland-Pfalz aus (zunächst das Ministerium für Soziales, Jugend, Gesundheit und Sport (bei Gründung 1970) bzw. für Arbeit, Soziales, Gesundheit, Familie und Frauen des Landes Rheinland-Pfalz, nach der Neuformierung der Ministerien im Jahr 2021 das Ministerium für Wissenschaft und Gesundheit des Landes Rheinland-Pfalz).

## Perspektiven
Neben den immer wiederkehrenden wissenschaftlichen und logistischen Standardaufgaben der verschiedenen Fachbereiche im Rahmen der Prüfungserstellung, -durchführung und -auswertung ist angewandte Forschung mit dem Ziel der Weiterentwicklung des Prüfungswesens eine im Staatsvertrag enthaltene zusätzliche Aufgabe. Darunter fallen Bereiche wie deskriptiv-retrospektive Datenanalyse und die Weiterentwicklung von Prüfungsmethoden und -formaten, z. B., im Sinne einer verstärkten Kompetenz- und Praxisorientierung. Aber auch die Umsetzung des bereits seit einigen Jahren bestehenden Konzepts für einen (schrittweisen) Übergang zu einer digitalen Prüfungsumgebung bietet zusätzliche und alternative Perspektiven. 
Als eine mögliche Variante einer kostengünstigen, ressourcensparenden Gestaltung von Computer-basierten Prüfungen wird bereits seit geraumer Zeit auch die Verwendung von privaten Computern evaluiert (2013: IMPP eXAM-Stick, 2021: CAMPLA Lernstick der FHNW / Berner FH / CAU Kiel).

## Transparenz, Informationsstrategien und Öffentlichkeitsarbeit
Seit der Gründung des Instituts (und aufgrund von entstandenen Konflikten) war am IMPP Außenkommunikation (nicht nur Information zu Prüfungen (vor deren Einsatz), sondern auch zum internen Workflow, zur Netzwerk-Logistik, den involvierten Hochschullehrern, zu den Regularien) spärlich, auf das absolut Notwendigste beschränkt und jeweils durch den Direktor autorisiert. Auch das Informationsfreiheitsgesetz des Bundes (2006) hatte das nicht beeinflusst. Da aber nahezu alle Bundesländer außer Bayern nun über Transparenz- und Informationsfreiheitsgesetze verfügen (in Niedersachsen vorgesehen für 2024), hat das IMPP seine Informations- und Kommunikationspolitik angepasst und gewährt nun Einblick in das interne Prozess- und Netzwerkmanagement.
Prüfungsaufgaben und Prüfungen wurden bislang zu didaktischen Zwecken nach Einsatz in Examina grundsätzlich zugänglich gemacht und sind für die Studierenden als Original-Prüfungshefte oder auch in Buchform (von verschiedenen Herausgebern) verfügbar. Für Pharmazie-Studierende ist zudem seit mehreren Jahrzehnten eine elektronische Sammlung kostenfrei verfügbar.
Die bis zum Jahresende 2024 bereits veröffentlichten Prüfungsaufgaben werden zwar weiterhin zugänglich sein, allerdings wird die Lizenzierung für kommerzielle Verlage vom IMPP nicht mehr weitergeführt, und die Prüfungsaufgaben werden ab 2025 nicht mehr veröffentlicht. Für eine Übergangszeit von zwei Jahren (beginnend mit den Prüfungen im Frühjahr 2025 und in einem Umfang von ca. 10 % der eingesetzten Prüfungsaufgaben) werden vom IMPP exemplarisch Aufgaben des jeweils vorhergehenden Examens zur Verfügung gestellt, die allerdings keinen repräsentativen Charakter haben.

## Kritiken
Bereits seit 1980 gerieten nicht nur die Logistik, sondern auch die Messmethodik des IMPP in die Kritik, danach (außer für Abteilung Pharmazie) auch dessen Organisationsstruktur.
Nach den Konflikten aus der Anfangszeit  war das (dem IMPP auch in Bezug auf die jeweiligen Bestehensregeln in ÄApprO und AAppO vorgegebene) Antwort-Wahl-Verfahren prinzipiell in Frage gestellt worden. In einem Urteil des Bundesverfassungsgerichts von 1989 wurde festgestellt, dass dagegen grundsätzlich keine Bedenken bestehen. Allerdings sah man die (aufgrund einer Änderung in der ÄApprO aus dem Jahre 1978 eingeführte) absolute Bestehensregel als verfassungswidrig an: Sie sei nur dann zweckmäßig, wenn der Schwierigkeitsgrad bei verschiedenen Prüfungsterminen konstant gehalten werden könnte. Die danach wieder eingeführten gleitenden Bestehensgrenzen („Gleitklausel“) (mit Referenzgruppen) sollen die Vergleichbarkeit von Prüfungen gewährleisten.
U. a. 2007 warfen Kritiker dem IMPP und seinen Sachverständigenkommissionen vor, den sinnvollen Prüfungsstoff für verschiedene Teile der Staatsexamina „ausgereizt“ zu haben und Fragen zu entwerfen, die nicht mehr dem Ausbildungsziel entsprächen. Gestaltungsspielräume, die in der Approbationsordnung vorhanden seien, sollten vom IMPP in Bezug auf Modernisierungen sinnvoll genutzt werden. Aspekte der Gender-Medizin würden noch nicht in ausreichendem Maße berücksichtigt. IMPP-Sachverständige kritisierten, dass eine direkte Integration von farbigen Abbildungen in die Prüfungsaufgaben bzw. Prüfungshefte aus Budgetgründen nicht machbar war/ist, und hoffen, dass diese Einschränkung mit der erwarteten Einführung von Computer-basierten Prüfungen wegfallen wird.
In der Zeit von 2016 bis 2021 (d. h., in der Amtszeit von Direktorin Jünger, die konsequent Transitionen auf Basis des Masterplans „Medizinstudium 2020“ initiiert und verfolgt hatte) hatten sich die Noten im 2. Staatsexamen Medizin signifikant verschlechtert. So war z. B. der Anteil der Note „sehr gut“ an allen Ergebnissen von 17 % (Herbst 2015) auf 0,1 % (Frühjahr 2020) gesunken. Dies entspricht einer Verringerung um mehr als 99 %.
Kritisch zu sehen ist auch das immer schlechtere Abschneiden von ausländischen Studierenden im zweiten medizinischen Staatsexamen. Im Herbst 2021 lag die Durchfallquote bei ausländischen Studierenden beispielsweise bei 16 %, während sie bei deutschen Studierenden bei 2,5 % lag. Die komplexe (rechtssichere) sprachliche Gestaltung der Prüfungsaufgaben kann eine mögliche Ursache sein. Allerdings können auch andere Faktoren eine Rolle spielen, statistische Analysen zu einer Abhängigkeit der Examensergebnisse von beispielsweise der Abiturnote ergaben eine deutliche Korrelation.  Einsatz und Auswertung von Key-Feature-Aufgaben, deren Verwendung bereits unter Baier/Neuser in Bezug auf fallbasiertes Prüfen in Zusammenhang mit digitalen Prüfungsverfahren erwogen worden war und die in schriftlichen M2-Prüfungen enthalten sind, werden kontrovers diskutiert. Und was die Lokalisierung der Prüfungstermine im Jahresablauf angeht, wurde kritisiert, dass lediglich christliche Feiertage bei der Terminplanung Berücksichtigung finden.
Kommerzialisierungen, ob im Gesundheitswesen oder im assoziierten Ausbildungs- und Prüfungswesen, werden heute aufgrund der besonderen gesellschaftspolitischen Relevanz dieser Berufsgruppe teilweise kritisch gesehen.
Für alle Gegenstandskataloge waren bis 12/2019 inhaltliche Updates bzw. Neustrukturierungen durchgeführt worden, die als Basis für eine Kompetenz-Orientierung dienen. U.a. die Bundesvertretung der Medizinstudierenden (bvmd) und der Bundesverband der Pharmaziestudierenden in Deutschland (BPhD) kritisierten Ende 2019 die Leitung des IMPP für die unkoordinierte (vor-)schnelle Veröffentlichung von neu überarbeiteten Gegenstandskatalogen für das zweite Staatsexamen in Medizin (M2) und für den Ersten Abschnitt der Pharmazeutischen Prüfung (P1), da sie ohne ausreichende Beteiligung der Fachschaften erfolgte. Sie forderten eine aktivere Einbeziehung der Fachschaften in die Überarbeitungsprozesse und eine angemessene Übergangszeit, bevor neu in die Prüfungsstofflisten und die Kompetenzen-basierten Gegenstandskataloge aufgenommene Inhalte in Prüfungen Eingang finden. Es ist anzumerken, dass in der pädagogischen Wissenschaft eine unbalanciert hohe Gewichtung der (vor ca. 20 Jahren etablierten und auf den Theorien und Modellen von Wolfgang Klafki bzw. Franz Weinert basierenden) Kompetenz-Orientierung in Lehr- und Lernzielen auch kritisch gesehen werden kann, dann nämlich, wenn sie auf Kosten der Wissensvermittlung erfolgt.